# 진기록 팡!팡!팡!
《진기록 팡!팡!팡!》는 대한민국의 SBS에 방송됐던 교양 프로그램으로, 과학에 대해 다루었으나 대부분 연예-오락 프로그램들과 마찬가지로 퀴즈 형식으로 내용을 때웠다는 지적이 있었으며 같은 시기(2002년 7월) 신설된 대부분 SBS 프로그램들이 그랬던 것처럼 일본 프로그램 표절 시비에 휘말렸다.

## 방송 시간
- 2002년 7월 13일 ~ 2002년 11월 2일 : 매주 토요일 저녁 5시 50분 ~ 6시 50분
- 2002년 11월 9일 ~ 2003년 11월 1일 : 매주 토요일 저녁 5시 ~ 6시 50분

## 진행자
- 이혜승

## 고정 패널
- 유재석 (2002년 11월 2일 방송분을 끝으로 하차)
- 이휘재 (2002년 11월 2일 방송분을 끝으로 하차) ETC

## 역대 코너
- 한국 신기록을 깨라

## 결방
- 2002년 9월 21일 - 5시 20분부터 추석특집 <코리아 라운드> 편성[3]
- 2003년 3월 22일 - 뉴스 특보 편성
- 2003년 5월 17일 - 뉴스 특보 편성
- 2003년 9월 13일 - 4시 30분부터 추석특집 <서바이벌 창과 방패> 편성[4]
- 2003년 9월 27일 - 4시 50분부터 아시안컵 축구 예선 <한국 VS 오만> 중계 편성

## 같이 보기
- 스펀지 (KBS)

| SBS TV 토요일 저녁 5시대 프로그램 | SBS TV 토요일 저녁 5시대 프로그램 | SBS TV 토요일 저녁 5시대 프로그램 |
| 이전 작품                         | 작품명                            | 다음 작품                         |
| --------------------------------- | --------------------------------- | --------------------------------- |
| -                                 | 진기록 팡!팡!팡                   | -                                 |

1. ↑  김고금평 안용성 (2002년 7월 29일). “오락프로마다 퀴즈 "천편일률"”. 세계일보. 2021년 12월 17일에 확인함.
2. ↑  최승현 (2002년 7월 23일). “[방송] 일본 TV 베끼기 “아직도 그대로네””. 조선일보. 2021년 12월 17일에 확인함.
3. ↑  홍제성 (2003년 1월 27일). “SBS「러브투나잇」「깜짝 스토리랜드」 조기 종영”. 연합뉴스. 2021년 12월 17일에 확인함.
4. ↑  “[TV하이라이트/20일]'코미디 하우스'”. 동아일보. 2003년 9월 19일. 2021년 12월 17일에 확인함.